# Arachnothryx fosbergii
Arachnothryx fosbergii är en måreväxtart som beskrevs av Julian Alfred Steyermark. Arachnothryx fosbergii ingår i släktet Arachnothryx och familjen måreväxter. Inga underarter finns listade i Catalogue of Life.